# سفاين مورتن يوهانسن
سفاين مورتن يوهانسن هو لاعب كرة قدم نرويجي في مركز الدفاع، ولد في 29 مايو 1971 في ترومسو في النرويج. لعب مع ترومسو إيدريتسلاغ.